# Balcons de Ghoufi
Els Balcons de Ghoufi o el congost de Ghoufi és un lloc visitat situat a l'Aurés, a Algèria. El llogaret de Rhoufi és un poblament secundari del municipi de Ghassira a la província de Batna. Està codificat com a monument d'Algèria amb el codi ID 05-006. És a uns 90 km de la ciutat de Batna.

## Geografia

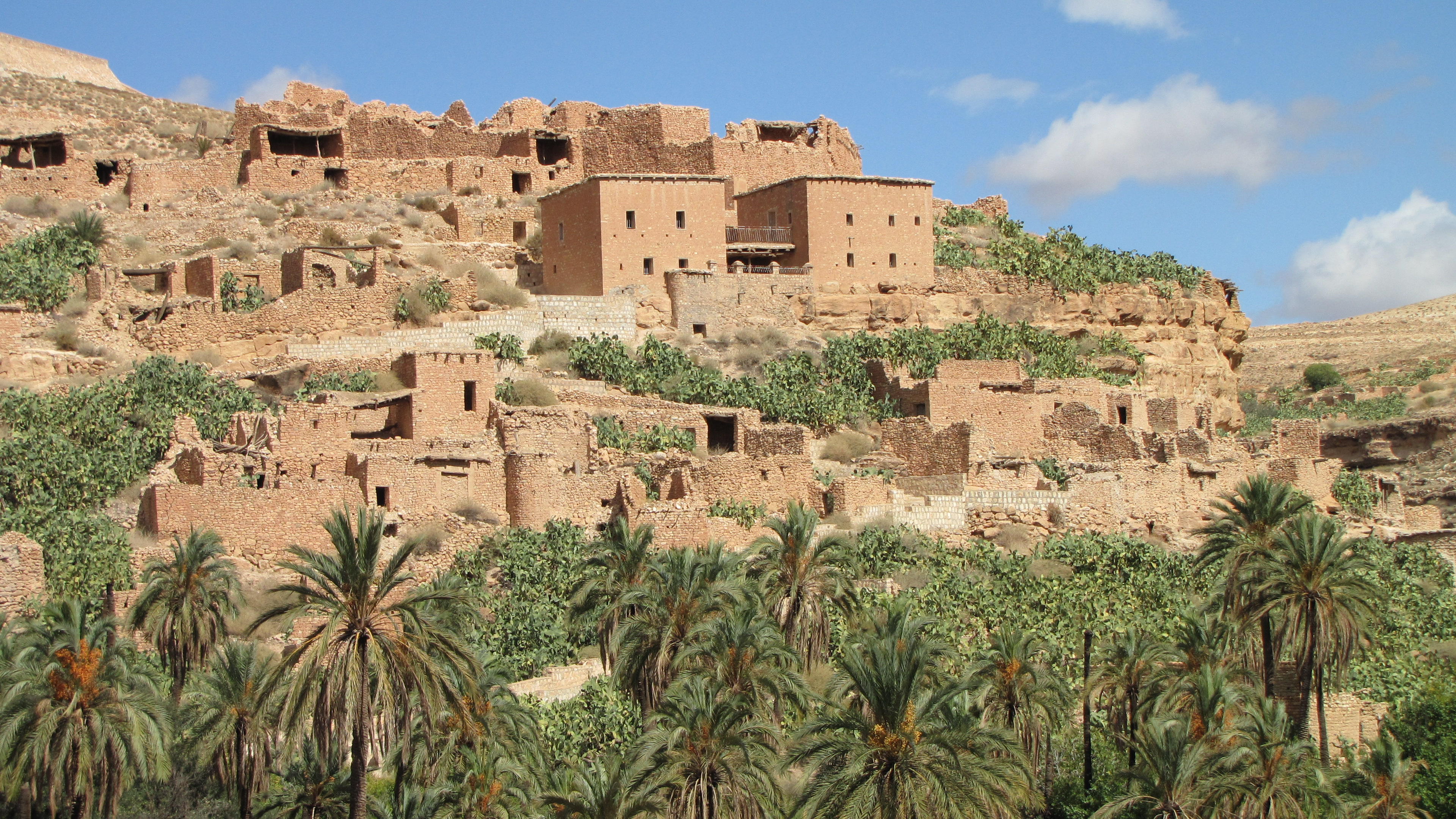
Habitatges de Ghoufi

Un llarg congost, un curs d'aigua que creua tot l'estat des de Tifelfel fins a M'Chouneche: tres o quatre quilòmetres al llarg del curs tenen jardins d'arbres fruiters i palmeres, dominats per penya-segats amb una alçada de 200 m o més segons els indrets. El poble de Ghoufi és a la vora de la carretera, al penya-segat nord.
Amb vista a l'oasi, són els Balcons de Ghoufi, tallats en cascades a la roca; hui hi ha incorporades cases deshabitades que daten de quatre segles. A la volta de cada balconada es troba un poble enmig del qual hi ha una taqliath —un edifici de pisos que conté un nombre d'habitacions igual al nombre de persones integrants d'una família, i altres que serveixen de magatzem per a la collita i provisions. Els pobles aferrats al penya-segat són Hitesla, Idharène, Ath Mimoune, Yahia Ath Mansour i Taouriret.
L'arquitectura és típicament amaziga. El material emprat és pedra polida unida amb morter i troncs de palmeres datileres.
Les goles de Ghoufi són com les Muntanyes Rocoses i el Gran Canyó, compostes de roques metamòrfiques i sedimentàries, i un oasi d'un tipus de vegetació únic d'aquesta àrea. Entre els principals productes agrícoles fruiters hi ha figues, raïm, magranes, peres, pomes, olives, taronges, llimes, ametles, nous i codonys.

## Història
Els balcons de Ghoufi tenen als flancs un hàbitat amazic tradicional en forma d'«escala» i, en les seues empinades parets, habitatges troglodites. El lloc fou declarat Patrimoni Nacional de la UNESCO el 1928 i 2005.

## Galeria

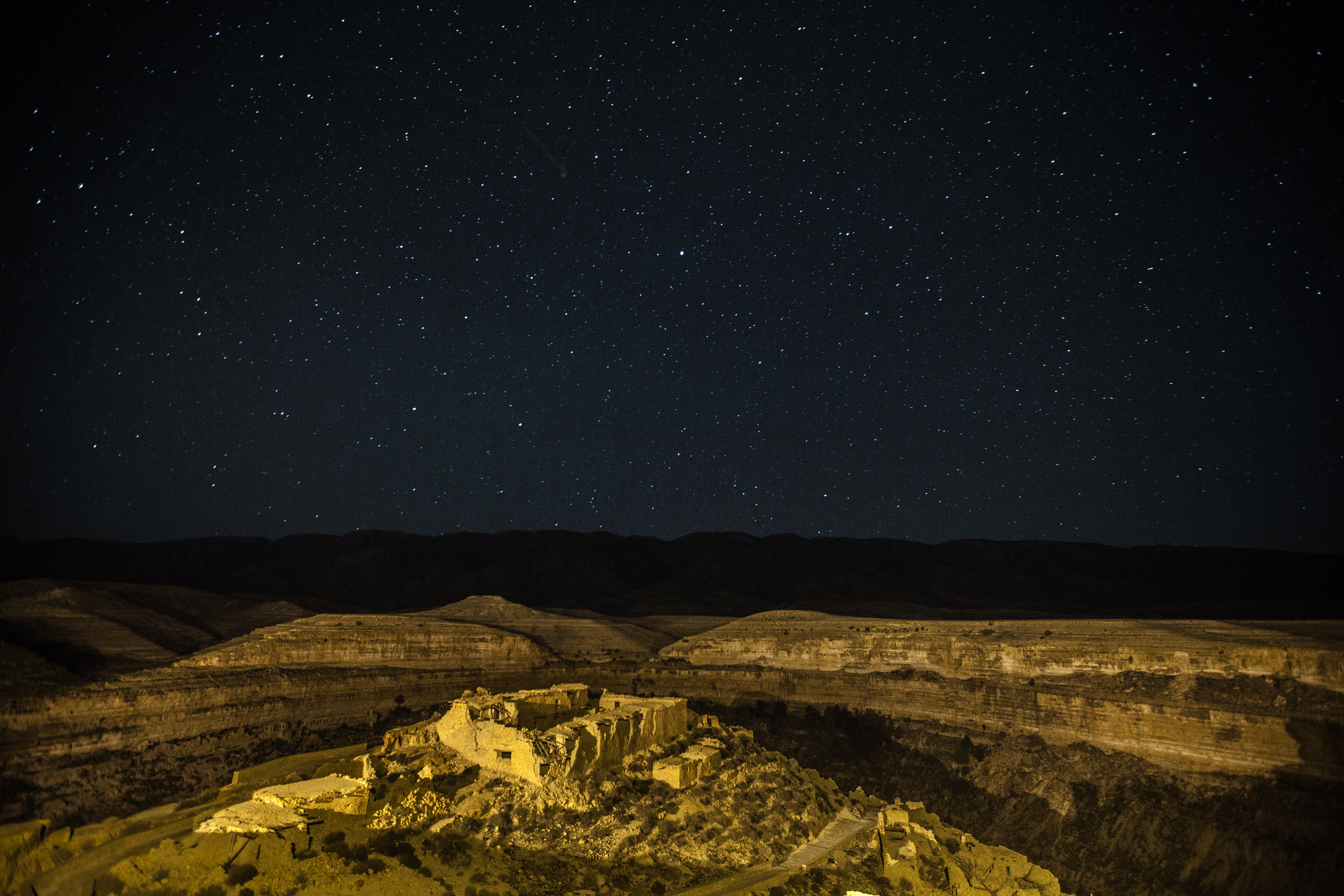
Congost de Ghoufi, a la nit
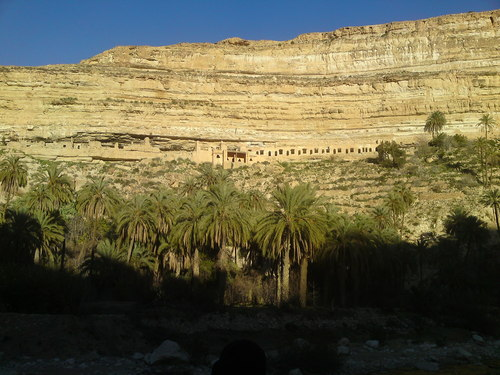
L'hotel al penya-segat ara abandonat
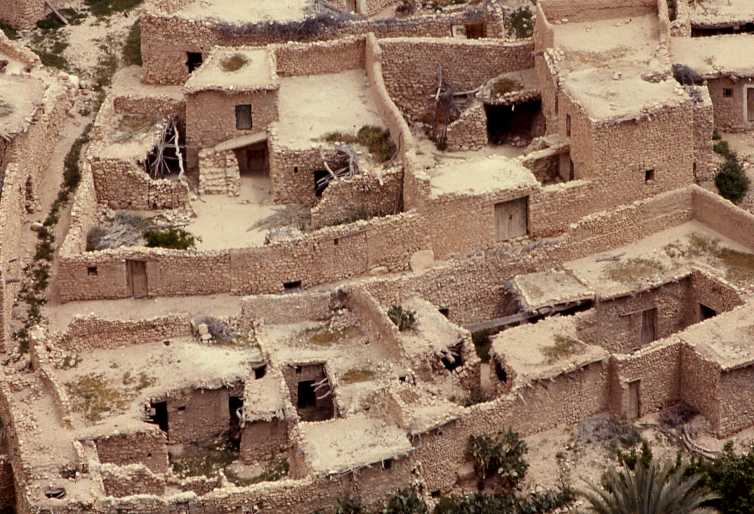
Vista d'un llogaret amazic
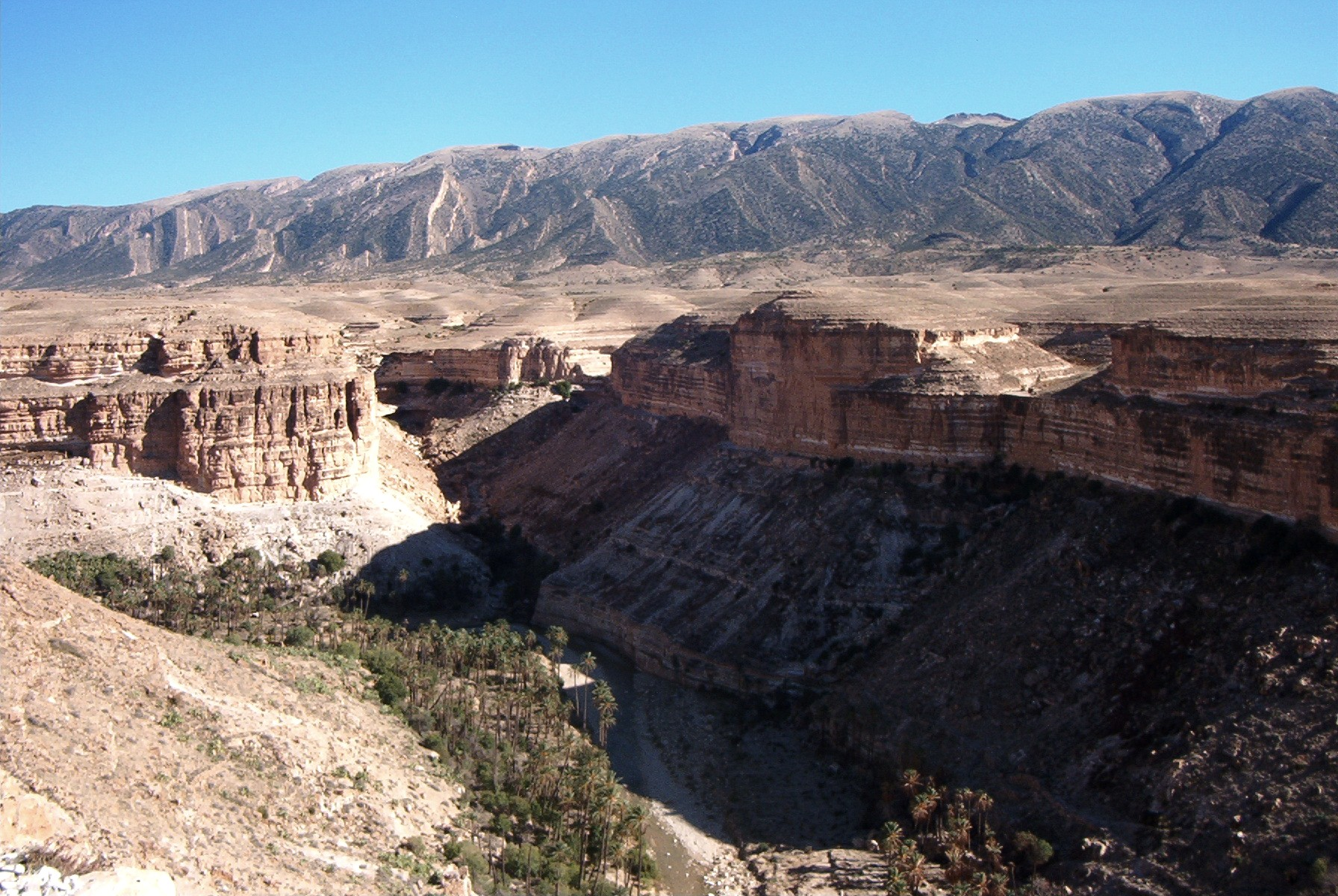
Ghoufi i el palmerar amb els contraforts de l'Aurés a la distància
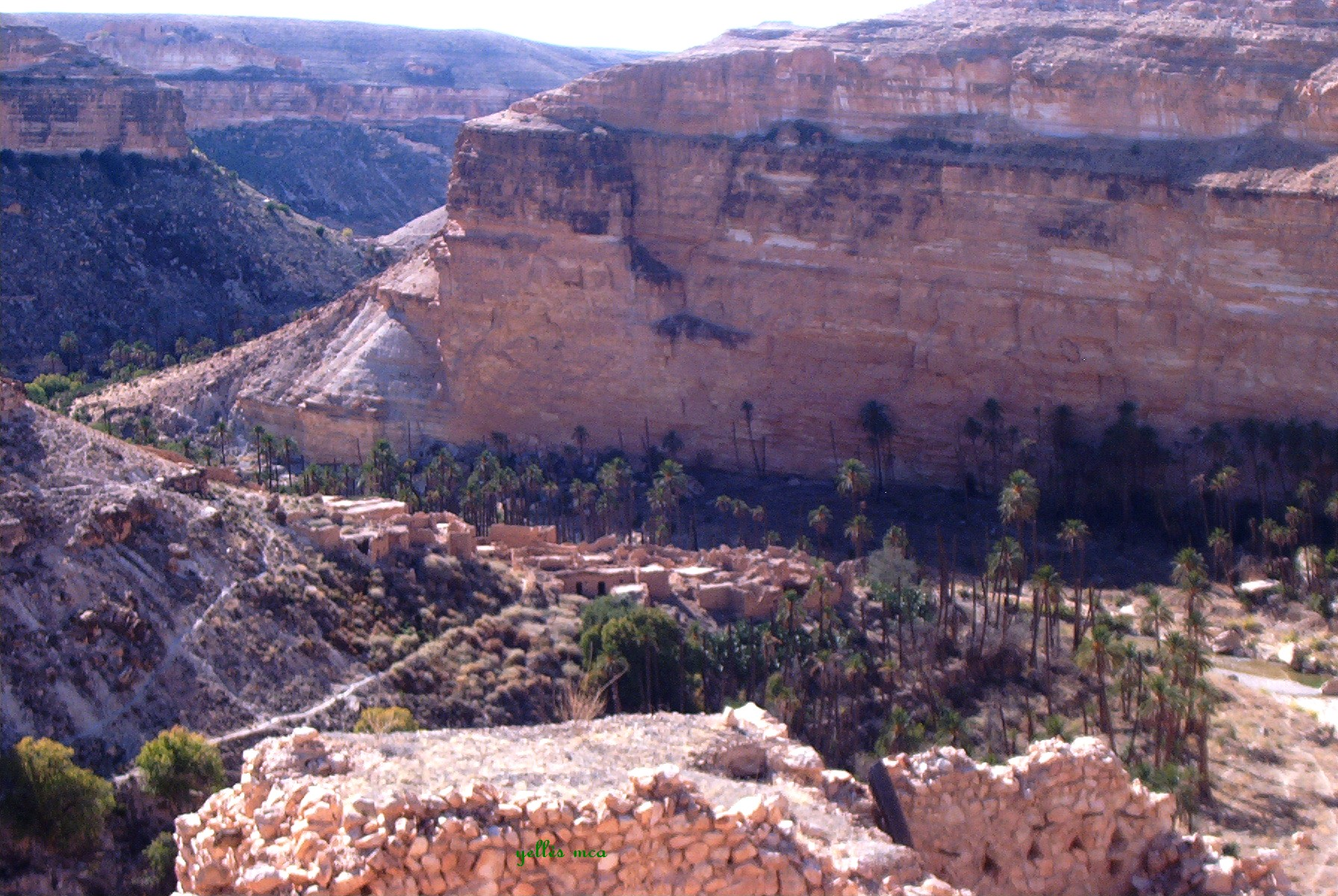
Poble amazic, palmerar i penya-segat
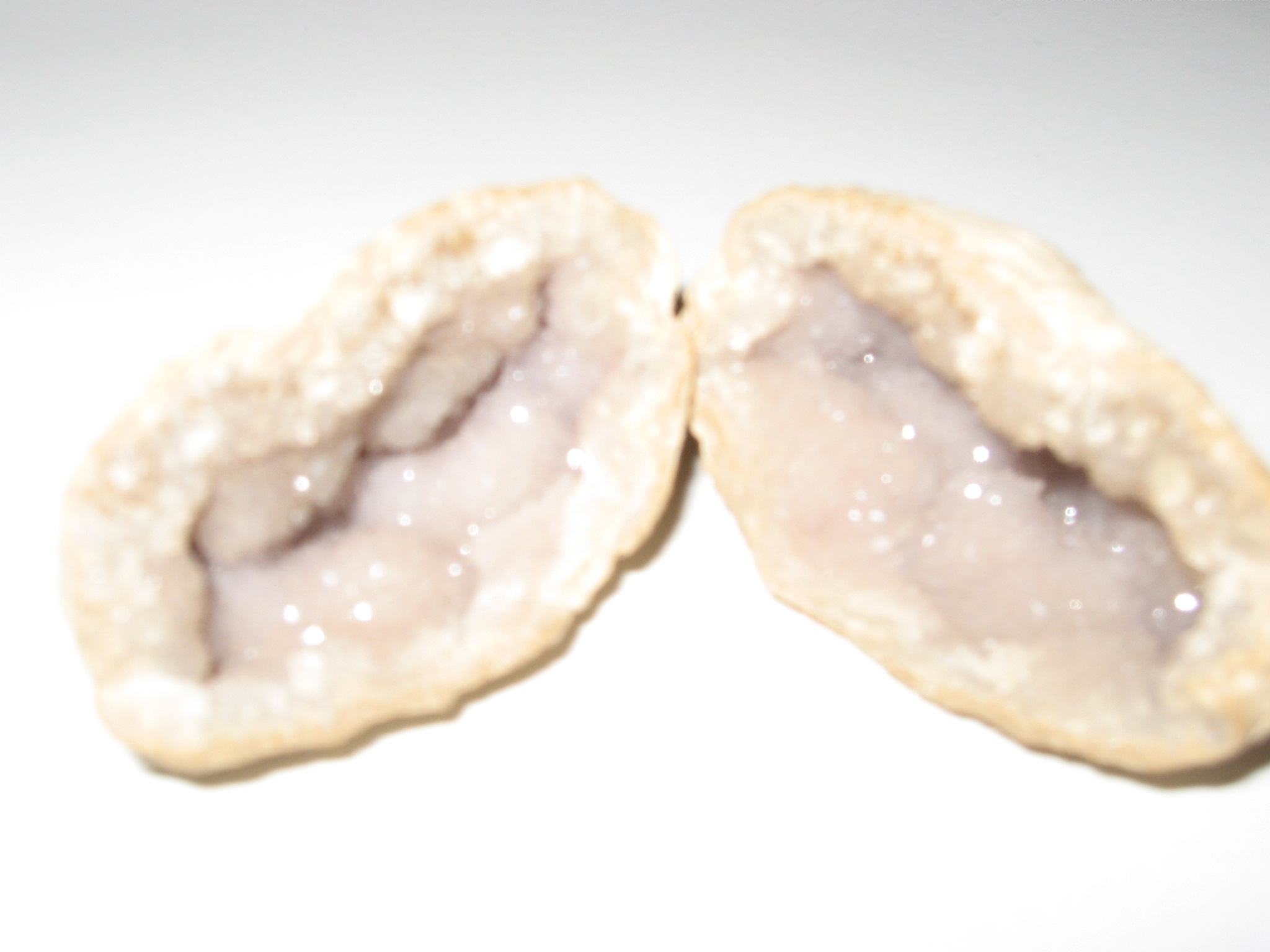
Ghoufi, pedres de cristall
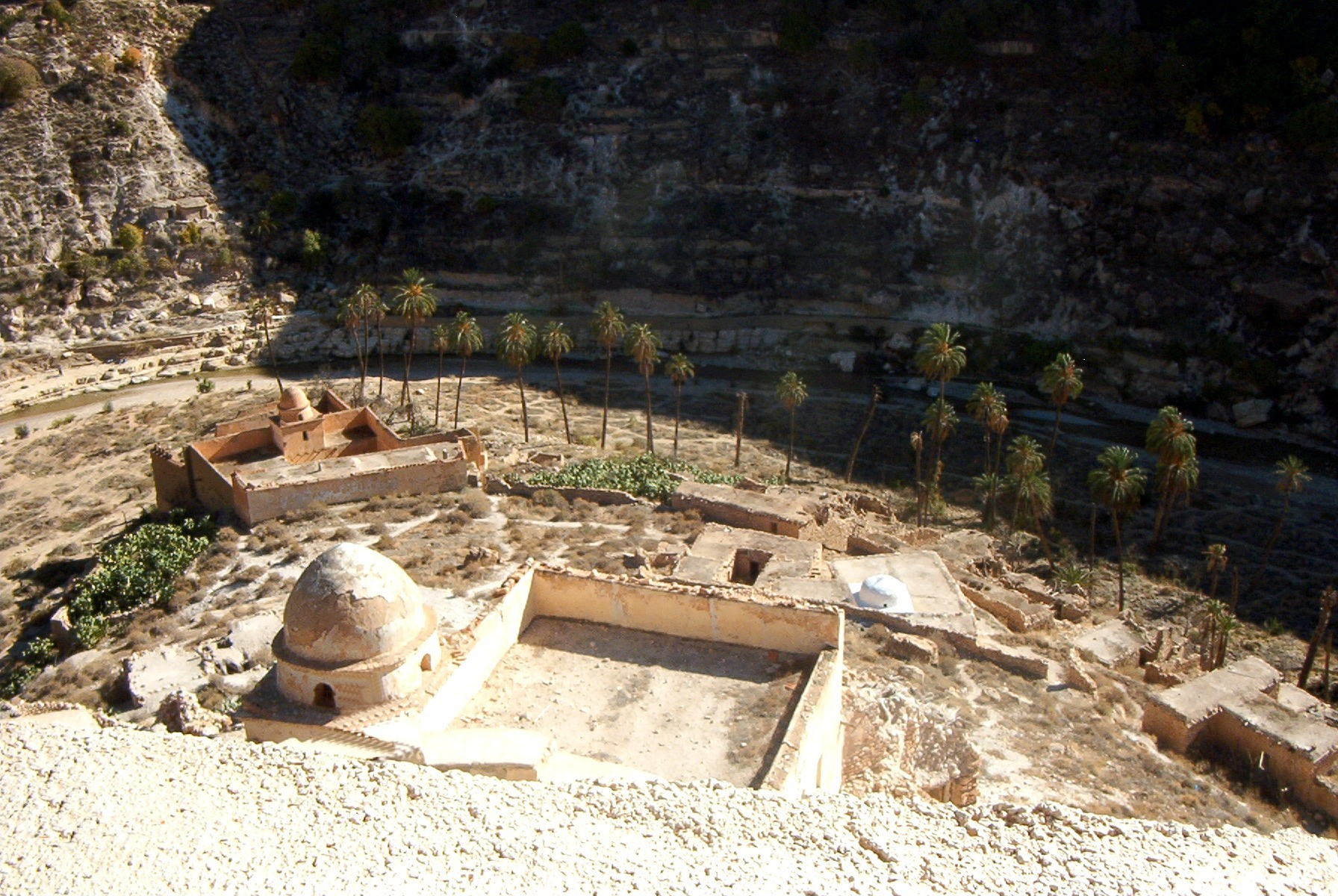
Donar Cheikh Ath Mimoune
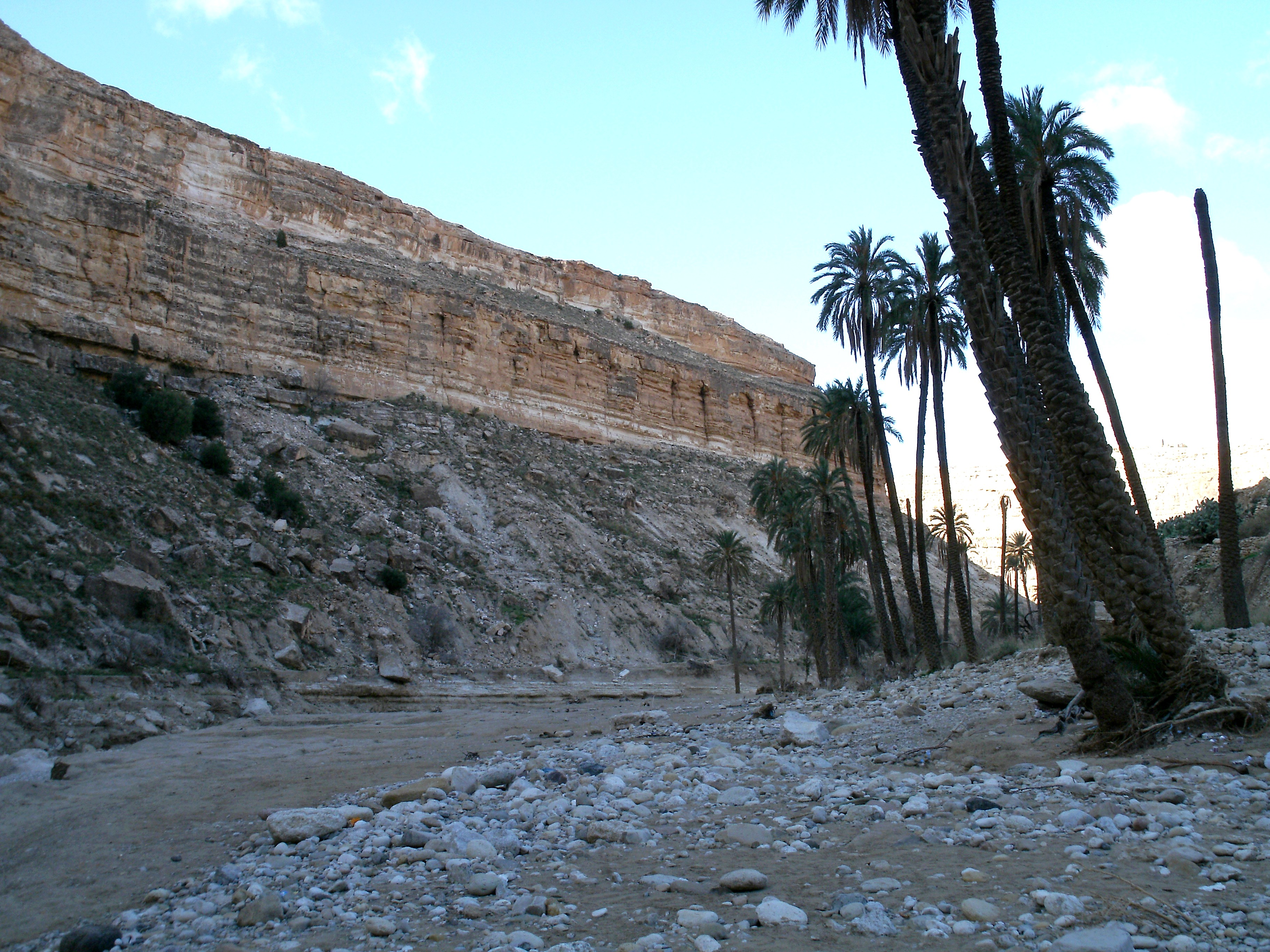
El congost
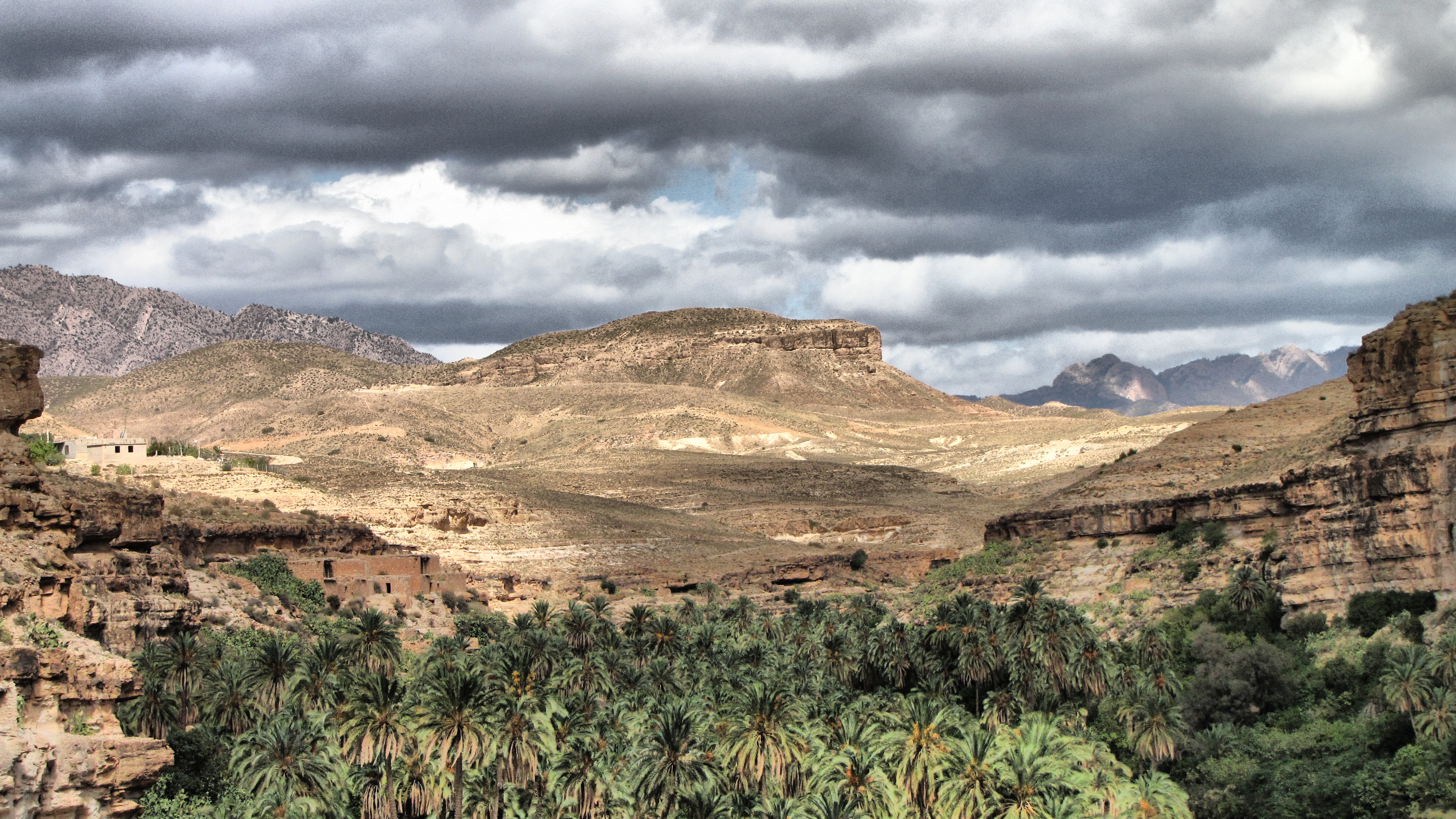
Rodalia de Ghoufi